# Phenacharopa pseudanguicula
Phenacharopa pseudanguicula är en snäckart som först beskrevs av Tom Iredale 1913.  Phenacharopa pseudanguicula ingår i släktet Phenacharopa och familjen Charopidae. Inga underarter finns listade i Catalogue of Life.